# Беніарда
Беніарда́ (ісп. Beniardá (офіційна назва), валенс. Beniardà) — муніципалітет в Іспанії, у складі автономної спільноти Валенсія, у провінції Аліканте. Населення — 230 осіб (2010).

## Географія
Муніципалітет розташований на відстані близько 420 км на південний схід від Мадрида, 55 км на південний схід від Аліканте.

## Демографія
Динаміка населення (INE ):

## Галерея зображень

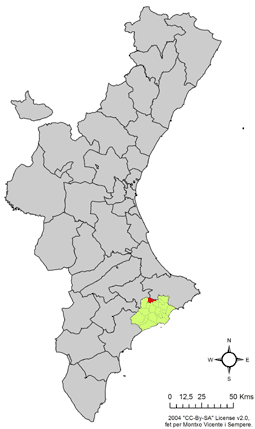
Розташування муніципалітету Беніарда у автономній спільноті Валенсія
Розташування муніципалітету Беніарда у комарці Маріна-Баха